# Raión de Sevsk
El raión de Sevsk (ruso: Се́вский райо́н) es un distrito administrativo y municipal (raión) ruso perteneciente a la óblast de Briansk. Se ubica en el sureste de la óblast. Su capital es Sevsk.
En 2021, el raión tenía una población de 14 422 habitantes.
El raión es fronterizo con Ucrania al suroeste y limita con la óblast de Kursk al sureste.

## Subdivisiones
Comprende la ciudad de Sevsk (la capital distrital) y los asentamientos rurales de Dobrovodye, Kositsy (con capital en Pozdniashovka), Novoyamskoye, Podlésniye Novosiolki, Púshkino, Troyebortnoye y Chemlyzh (con capital en Zaulye). Estas ocho entidades locales suman un total de 83 localidades.